# کارلوس روتوندی
کارلوس روتوندی (اسپانیایی: Carlos Rotondi‎؛ زادهٔ ۱۲ مارس ۱۹۹۷) بازیکن فوتبال اهل آرژانتین است.

## باشگاهی
از باشگاه‌هایی که در آن بازی کرده‌است می‌توان به باشگاه فوتبال نیولز اولد بویز اشاره کرد.